# Shibayama Railway
La Shibayama Railway Co.,Ltd. (芝山鉄道株式会社, Shibayama Tetsudō Kabushiki-gaisha) est une compagnie de transport de passagers du troisieme secteur qui exploite une ligne de chemin de fer dans la préfecture de Chiba au Japon. Son siège social se trouve à Shibayama.
La compagnie est détenue majoritairement par la Narita International Airport Corporation (en) qui exploite l'aéroport international de Narita.

## Histoire
La compagnie a été fondée le 1er mai 1981. Elle ouvre la ligne Shibayama Railway le 22 octobre 2002.

## Ligne
La compagnie possède une ligne.
| Ligne                   | Nom japonais | Terminus                           | Longueur (km) | Gares |
| ----------------------- | ------------ | ---------------------------------- | ------------- | ----- |
| Ligne Shibayama Railway | 芝山鉄道線   | Higashi-Narita - Shibayama-Chiyoda | 2,2           | 2     |

## Matériel roulant

### Passé

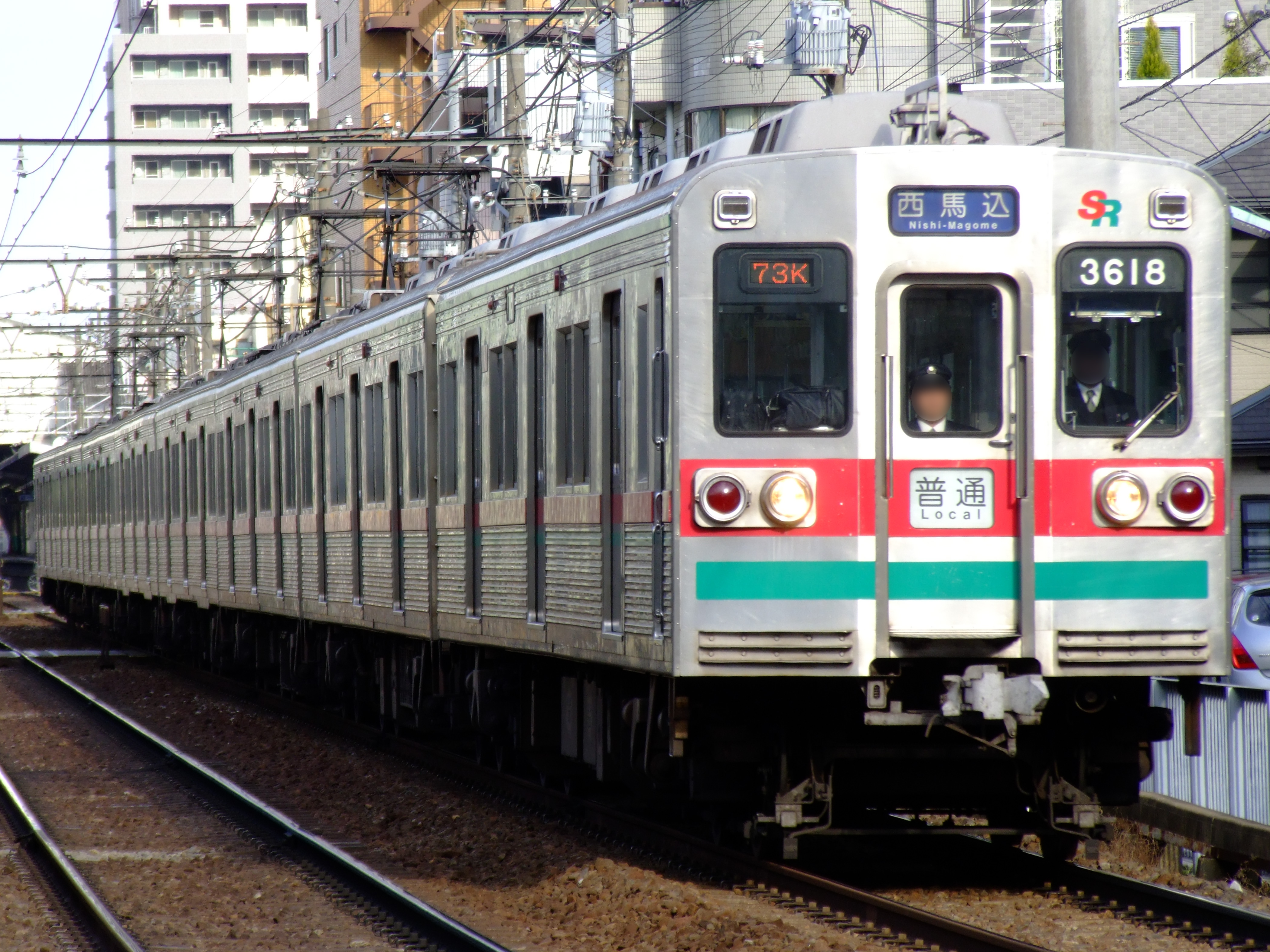
Keisei Série 3600

### Présent

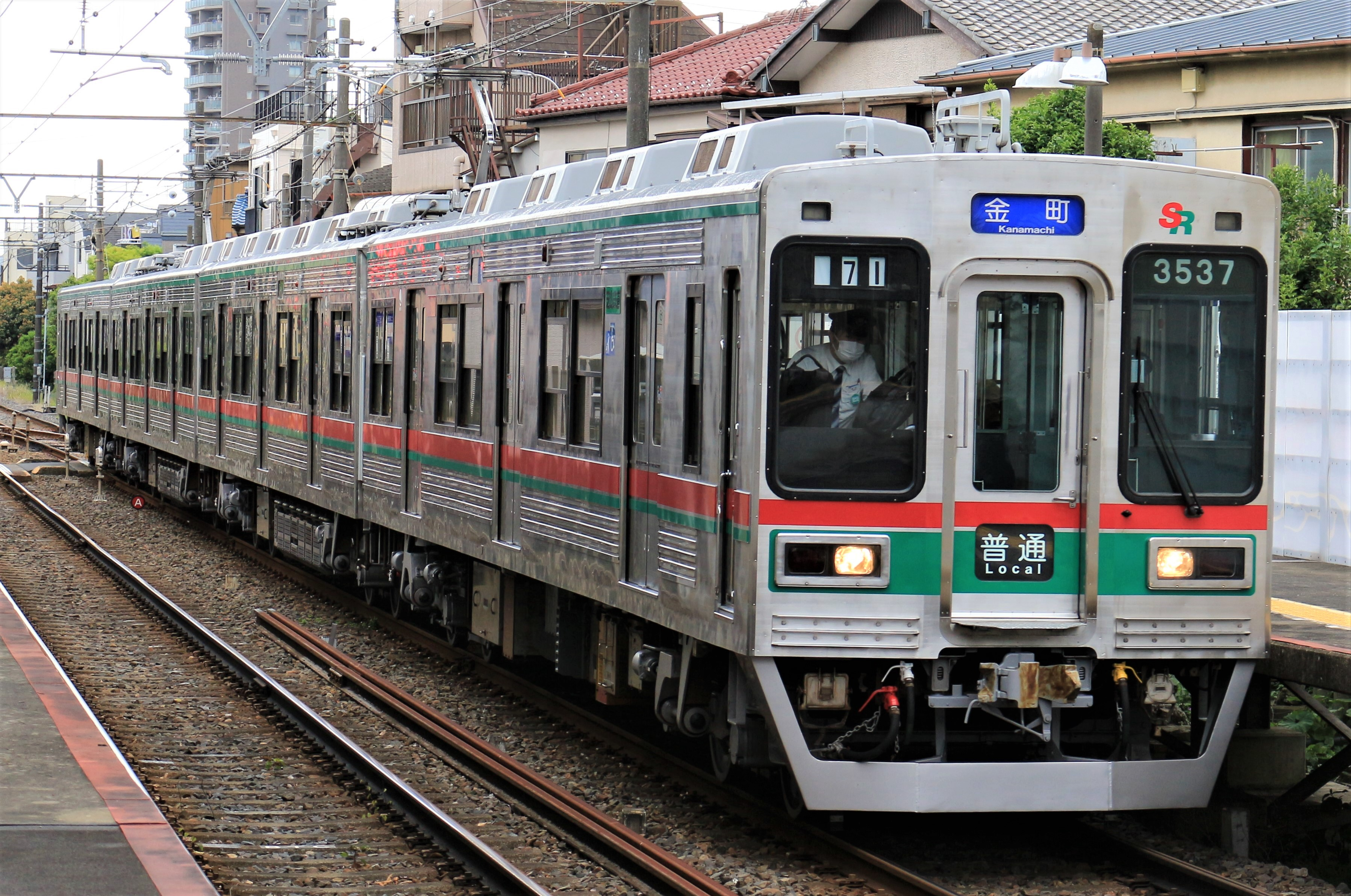
Keisei Série 3500